# Mimosa pachycarpa
Mimosa pachycarpa är en ärtväxtart som beskrevs av George Bentham. Mimosa pachycarpa ingår i släktet mimosor, och familjen ärtväxter. Inga underarter finns listade i Catalogue of Life.